# Impossible Remixes
Impossible Remixes es un álbum de remixes de la cantante australiana Kylie Minogue. Fue lanzado por Mushroom Records el 10 de agosto de 1998 en Australia solamente. El álbum contenía remezclas de canciones de sexto álbum de estudio de Minogue Impossible Princess (1997). Impossible Remixes es más alta álbum de remixes de Minogue en su país natal, alcanzando el número 37 en la ARIA Albums Chart.

## Lista de canciones
Disco 1
| N.º | Título                                                          | Duración |  |
| 1.  | «Too Far» (Brothers in Rhythm Mix)                              | 10:21    |  |
| 2.  | «Breathe» (TNT Club Mix)                                        | 6:45     |  |
| 3.  | «Did It Again» (Trouser Enthusiasts' Goddess of Contortion Mix) | 10:22    |  |
| 4.  | «Breathe» (Tee's Freeze Mix)                                    | 6:59     |  |
| 5.  | «Some Kind of Bliss» (Quivver Mix)                              | 8:39     |  |

Disco 2
| N.º | Título                                 | Duración |  |
| 1.  | «Too Far» (Junior Vasquez Mix)         | 11:44    |  |
| 2.  | «Did It Again» (Razor n Go Mix)        | 11:21    |  |
| 3.  | «Breathe» (Sash! Club Mix)             | 5:20     |  |
| 4.  | «Too Far» (Brothers in Rhythm Dub Mix) | 8:31     |  |
| 5.  | «Breathe» (Nalin & Kane Remix)         | 10:11    |  |